# Dieter Ehmann
Dieter Ehmann (* 12. März 1931 in Stuttgart; † 10. Juli 2013) war ein deutscher Manager. Zwischen 1973 und 1994 stand er als Vorstandsvorsitzender an der Spitze der Aktiengesellschaft Sparkassen-Versicherung Stuttgart. Zudem leitete er zeitweise die Geschicke des Verbandes öffentlicher Versicherer.

## Beruflicher Werdegang
Ehmann begann seine berufliche Karriere als Versicherungskaufmann zunächst bei der Helvetia in seinem Heimatort, ehe er am 1. April 1951 bei der Zentraleuropäischen Versicherungs-Aktiengesellschaft (ZVA) anfing. Parallel studierte er an der Kölner Deutschen Versicherungsakademie. 1956 erhielt er bei der ZVA Handlungsvollmacht und zwei Jahre später wurde ihm Prokura erteilt. 1963 stieg er zum stellvertretenden Vorstandsmitglied und zwei Jahre später zum ordentlichen Vorstandsmitglied der ZVA sowie der Sparkassen-Versicherung auf. Mit Wirkung vom 1. Juli 1973 wurde er Vorstandsvorsitzender der beiden Gesellschaften und 1975 zum Generaldirektor ernannt. Seine Wohnort war Flacht. Am 1. Januar 1994 übernahm er den Vorstandsvorsitz der neu gegründeten Sparkassen-Versicherung Holding, den er bis zum Eintritt in den Ruhestand innehatte. Zwischen 2001 und 2003 saß er im Beirat des Versicherungskonzerns, nach der Fusion der Sparkassenversicherer aus Baden-Württemberg sowie Hessen und Thüringen zum 1. Januar 2004 zur heutigen SV SparkassenVersicherung Holding AG schied er aus dem Gremium aus.
Von 1987 bis 1990 war Dieter Ehmann Vorsitzender des Verbandes öffentlicher Lebens- und Haftpflichtversicherer und Sprecher der Verbände der öffentlichen Versicherer.
Am 24. Januar 1980 wurde Ehmann das Bundesverdienstkreuz am Bande verliehen. 1991 erhielt er als Anerkennung für seine bis dato geleisteten Dienste für die Sparkassen-Versicherung die Große Baden-Württembergische Sparkassenmedaille.